# Gia Carangi
Gia Carangi (Filadelfia, 29 de enero de 1960 - ibídem, 18 de noviembre de 1986) fue una modelo estadounidense, considerada como la primera supermodelo de la década de 1980. De ascendencia italiana, irlandesa y galesa, Gia fue de las primeras mujeres de quien se tiene conocimiento en Estados Unidos que falleciera a causa del virus VIH.

## Infancia
Gia era la hija menor de Joe Carangi (un pequeño empresario) y Kathleen Carangi (modelo de catálogos y posteriormente ama de casa) quienes vivían en un suburbio de Filadelfia. El ambiente familiar fue conflictivo, los padres peleaban constantemente, por lo que deciden divorciarse y Gia queda en custodia del padre. El ambiente familiar en la casa de los Carangi era liberal y sin mucha vigilancia del padre, lo que hace que Gia comience a realizar sus primeras experiencias con la marihuana en la secundaria. La madre, quien trataba de estar en contacto con su hija, es quien a la edad de 16 años, la incentiva para que hiciera una carrera en el mundo del modelaje. Gia quien no tenía mucha idea de lo que quería hacer en la vida, accedió y un fotógrafo conocido por la madre, es quien le toma las primeras fotografías, sin imaginar que serían piezas clave para el inicio de su carrera.

## Ascenso
A los 17 años se hizo conocida en el mundo del modelaje gracias a las fotografías que le fueron enviadas a Wilhelmina Cooper, quien estaba a la cabeza de su agencia de Modelaje Wilhelmina Models y que quedó impresionada por la belleza y carisma de la chica. Inmediatamente la contrata, importándole poco si la modelo apenas cumplía con la estatura mínima para modelo de pasarela.
Se trasladó a Nueva York y comenzó con las audiciones, en donde Gia, al igual que otras miles de modelos, realizaban castings para distintos clientes. Al principio, por el prototipo estandarizado de la chica rubia, de ojos claros y piel de porcelana, no aceptaban con facilidad a Gia, quien sin duda, rompía el esquema. Pero Whilemina logra que la industria se enamore de la chica rebelde de Filadelfia y en seis meses, su carrera subió vertiginosamente, trabajando con fotógrafos como Francesco Scavullo, Arthur Elgort, Richard Avedon, y Chris von Wangenheim, quienes pedían a Gia por sus poses, las cuales, a la fecha, son referencias a seguir en la industria del modelaje. Posó para Vogue, Glamour, Harper's Bazaar, Cosmopolitan, así mismo, fue imagen de Cover Girl, Giorgio Armani, entre otros grandes diseñadores. Únicamente realizó un par de modelajes de pasarela.
Su orientación sexual es aún un tema controvertido, ya que muchos personajes afirman que Gia era lesbiana y Stephen Fried así lo menciona en su libro "Thing of Beauty: The tragedy of supermodel Gia" señalando que era abiertamente lesbiana, sin embargo pocas personas la tomaban en serio y creían que solo era una moda. Otras personas creen que porque Gia tuvo algunas relaciones con hombres, era bisexual. Incluso, en un capítulo del libro en referencia, Fried señala que el gran actor Jack Nicholson quedó tan sorprendido por la belleza de Gia, que le dejó la llave de su habitación para que acudiera a verlo. Sin embargo, ella nunca acudió.
Frecuentaba el Studio 54 y The Mudd Club. Lugares donde a finales de los años 1970 convivían las drogas, música, y Hollywood. Es en esa época es donde Gia comienza a consumir frecuentemente cocaína y heroína.
En octubre de 1978 posó desnuda detrás de un alambrado para Chris von Wangenheim. Este fue su primer gran reportaje publicado en Vogue y en donde conoce a Sandy Linter, quien era maquilladora y trabajaba mayormente para Wangenheim. La relación entre ambas fue pasional, publicitada y conflictiva. Fue, sin duda, la relación más duradera de la modelo y la que la pudo mantener sobria por algunos meses.

## Descenso
El 1 de marzo de 1980, Wilhelmina Cooper, su agente, muere a causa de cáncer de pulmón. Esto destrozó a la modelo, lo cual se vio reflejado claramente en su trabajo. En esa época, durante una sesión fotográfica con Scavullo, este en su libro Scavullo Women menciona que estando en esa sesión fotográfica en el Caribe, Gia no encontraba sus drogas y lloraba desconsoladamente por el hecho y el fotógrafo sostuvo a la modelo entre sus brazos y la reconfortó hasta que ella se quedó dormida. Durante esa época, los ataques emocionales de Gia afectaban cada vez más su trabajo: no llegaba a tiempo a las sesiones, desaparecía por días e inclusive, se quedaba dormida en las sesiones fotográficas o no se presentaba a trabajar. En noviembre del mismo año, realizando una sesión fotográfica para la revista Vogue, los maquilladores trataron de tapar las cicatrices ocasionadas por las inyecciones de heroína. El problema de Gia y las drogas ya era muy evidente. Eileen Ford, quien en esos días la representaba, al poco tiempo la despidió de la agencia, debido a su incumplimiento y poco profesionalismo.
En 1981 Gia acude a un programa de desintoxicación de 21 días y comenzó a salir con Elyssa Golden, una estudiante con quien inició una relación. La familia de Gia y su madre sospechaban de los problemas de drogas que tenía Golden y que esto podría perjudicar a Gia que, en efecto, recayó de nuevo en sus adicciones.
Ese año, su amigo el fotógrafo Chris von Wangenheim, moría en un accidente automovilístico. De acuerdo con el libro de Stephen Fried "Thing of Beauty: The selfdestruction of supermodel Gia", comenta que al momento en que Gia se entera del fallecimiento de su amigo, se encerró en el baño por un largo tiempo para inyectarse heroína. Para el otoño de ese mismo año, el aspecto de Gia era muy diferente: se veía demacrada, dejando atrás su imagen fresca y juvenil. Sin embargo, decidió regresar al mundo de la moda y contacta a Monique Pillard, quien era la responsable de la brillante carrera de Janice Dickinson y estaba al frente de Elite.
Los maquilladores de la época señalan que era difícil trabajar con Gia dado que tenía muchas cicatrices de aguja en las piernas y brazos, lo cual pasaban tiempo tratando de disimularlas y taparlas con maquillaje. Es en esta época en donde Gia forma parte de un documental filmado por la cadena ABC en donde hablaba de las drogas en el mundo del modelaje. En las imágenes claramente se podía ver que Gia pensaba demasiado cada palabra y que estaba desorientada, situación que podría indicar su estado bajo la influencia de la cocaína.
Por segunda ocasión, Gia acudió a un programa de desintoxicación, desafortunadamente no lo continuó. Situación por la que ningún diseñador la contrataba y es despedida de Elite. Desesperada, acude con su buen amigo Francesco Scavullo, quien de regalo le da una portada en la revista "Cosmopolitan" en el invierno de 1982, siendo esta la última que realizaría. En esa edición Francesco Scavullo muestra a Gia sentada con los brazos por detrás. Situación que generó especulaciones de que los estragos de la heroína en la piel de la modelo eran severos y en donde inclusive, en la película que interpreta Angelina Jolie, dan a entender la postura elegida fue para tapar las cicatrices de las manos y los brazos; situación que el afamado fotógrafo aclaró que solo escogió dicha pose porque quería disimular el peso que estaba ganando la modelo.
Aunque en Estados Unidos nadie deseaba contratarla, en Alemania estaban dispuestos a pagar más de 10 000 marcos por una sesión fotográfica. Sin embargo, este fue su último trabajo, en Sudáfrica fue detenida por posesión de drogas. Así se hizo más evidente su adicción. Era oficial, la carrera de Gia estaba terminada.
Presionada por su familia, se sometió a un nuevo tratamiento para dejar las drogas en el Hospital Eagleville de Pensilvania. Tras el tratamiento, regresó a Filadelfia y comenzó a tomar clases de cine y fotografía, buscando iniciar una nueva vida detrás de las cámaras. Apenas tres meses más tarde y con dinero que le robó a su madre, se fue con su vieja amiga Elyssa Golden a Atlantic City. Volvió a la heroína, se prostituyó y fue violada en varias ocasiones. Enferma de neumonía, fue ingresada por su madre en el Hospital de Norristown, Pensilvania.

## Enfermedad y muerte
Gia es ingresada al hospital por un cuadro de neumonía; sin embargo, la enfermedad que la había generado era el sida, causado por la infección del VIH. Debido a que en esa época era poca la información sobre la enfermedad, fue trasladada al Hospital Universitario de Hahneman, en Filadelfia. Su madre permanecía con ella día y noche.
En los últimos días de vida, Gia hablaba de hacer un vídeo informativo para los niños, con el fin de que se informaran de todo el mal que causaban las drogas; sin embargo, nunca lo pudo realizar ya que no consiguió la cámara.
El 18 de noviembre de 1986, a las 10 de la mañana, Gia falleció. Su funeral tuvo lugar el día 23 de noviembre y solo acudieron familiares. Los amigos más allegados a la modelo decidieron no asistir en protesta por el hermetismo y prohibición de la madre en dejar ver a su hija durante la época que estuvo internada. Nadie del mundo de la moda acudió, solo Francesco Scavullo mandó una tarjeta con sus condolencias, semanas después de enterarse del deceso.

## Legado
Las poses y movimientos de la modelo, hoy en día es lo más requerido en el mundo de la moda.
En 1986 Cindy Crawford es descubierta y Scavullo al conocerla la denominó: "Baby Gia" por su parecido con la modelo.
En 1993 Stephen Fried escribe su primer libro Thing of beauty: the tragedy of supermodel Gia el cual detalla la vida, carrera y muerte de la supermodelo. Como dato curioso la palabra "fashionista" aparece por primera vez en este libro y fue inventada por este autor.
En 1998 se estrenó la película para la televisión titulada Gia con Angelina Jolie representándola, actuación por la que fue aclamada, nominada y galardonada con un Globo de Oro. La actriz al recibir el premio agradeció a la modelo fallecida en un emotivo discurso.
A principios de la década del 2000, E! Entertainment Television; ABC entre otras cadenas televisivas, realizaron documentales sobre la vida de la modelo e inclusive, retransmitieron el documental que hizo la modelo en la década de los ochenta.
En 2003 salió publicado un documental de 80 minutos titulado The Self-Destruction of Gia.
El nombre de la transformista Gia Gunn participante de la sexta temporada de RuPaul's Drag Race es en homenaje a Gia Carangi.
En la serie Full House y en su secuela Fuller House la mejor amiga de Stephanie Tanner se llama Gia Mahan como un homenaje a Gia Carangi que fue interpretada por la Actriz Marla Sokoloff.